# Черниговский троллейбус
Черни́говский тролле́йбус (укр. Чернігівський тролейбус) — система общественного транспорта в городе Чернигове. Самая северная троллейбусная система Украины. Открыта 5 ноября 1964 года. По состоянию на 2020 год имеется 11 маршрутов, 97 пассажирских троллейбусов (в том числе 38 с низким уровнем пола)  протяжённость контактной сети — 110,5 км. Эксплуатируется организацией КП «Черниговское троллейбусное управление».

## История
8 апреля 1963 года министр коммунального хозяйства О.Селиванов издал указ № 116 про организацию Черниговского троллейбусного предприятия.
Строительство проходило с присущей социалистической системе размахом и быстрыми темпами. За 1963 год были заасфальтированы улицы по которым планировалось пустить троллейбус. В начале апреля 1964 года уже поступили первые четыре машины (2 МТБЭС и 2 ЗиУ-5). Подготовка к пуску первого троллейбуса проходила в сжатые сроки. С конца октября уже велась обкатка построенных линий. И вот 5 ноября 1964 года на трассе длиной 22 километра состоялось официальное открытие трёх троллейбусных линий: «Бобровица — Камвольно-суконный комбинат», «Бобровица — Капроновый завод (Химволокно)» и «Бобровица — Вокзал», на которые вышли 22 машины. Под напутственные слова начальника троллейбусного управления Я. О. Горелика отправились в первый рейс водители Николаенко, Ананко, Пода, Баран.
Троллейбус понравился не только горожанам, но и властям города — это способствовало дальнейшему развитию сети, появлению новых маршрутов, закупке подвижного состава. Троллейбус стал основным транспортом города. Количество машин, выходящих на маршруты достигало 150—160 в сутки.
В 80—х годах была построена троллейбусная трасса по ул. Боевой (ныне Героев Чернобыля) и пущен новый 10—й маршрут соединивший ЗаЗ и ЧеЗаРу. Этой линии было суждено стать последней построенной при СССР и в течение более чем 20 лет оставаться самой новой в городе.
В 90-е года маршруты 4а и 7а были перенумерованы в 3 и 11 соответственно. Недолго проработал, по причине малого пассажиропотока, троллейбусный маршрут № 12 (Вторая городская больница — ОАО «Сиверянка») открытый в 2002 году. С июня 2010 года закрыт троллейбусный маршрут № 11, признанный нерентабельным.
В 2010 году закончен монтаж контактной сети на участке «ул. Любечская — ул. Независимости». Таким образом, маршрут № 6 продлён до нового микрорайона «Масаны». Следующий этап — завершение строительства участка контактной сети «ул. 50-летия ВЛКСМ — ул. Любечская», что позволит связать микрорайон «Масаны» с городом ещё одним троллейбусным маршрутом. После продления маршрута № 6 до микрорайона «Масаны» в троллейбусы маршрута были возвращены кондукторы (на безкондукторный режим перевели маршрут № 5). Так же планировалось продление закрытого 9—го маршрута до Александровки.
С 1 марта 2011 года прекращено движение троллейбусов по маршруту № 9. Выпуск троллейбусов 9-го маршрута был переведён на 5-й а автобусы МТ 41 на 39-й. С июля 2011 года на троллейбусы маршрута № 5 были возвращены кондукторы и теперь все маршруты находятся на обслуживании кондукторами.
В июне 2016 года официально окончено строительство контактной сети вдоль улицы 50-летия ВЛКСМ, которая соединила пр-т Мира и ул. Любечскую. Однако новый маршрут в микрорайон Масаны так и не был открыт. Новый маршрут №11 был открыт 19 декабря 2016 года, по мере поступления новых троллейбусов Эталон Т12110 «Барвинок».
Также в декабре 2016 из-за нехватки персонала маршрут №5 был вновь переведён на безкондукторный режим, а в феврале — сокращён к гостинице «Украина». В направлении гостиницы «Украина» маршрут следует через площадь Победы.
Из-за боевых действий 24 февраля 2022 года троллейбусное движение было приостановлено. За время боевых действий сети и подвижному составу был нанесён большой ущерб. С 1 июня 2022 года движение частично восстановлено.

## Подвижной состав

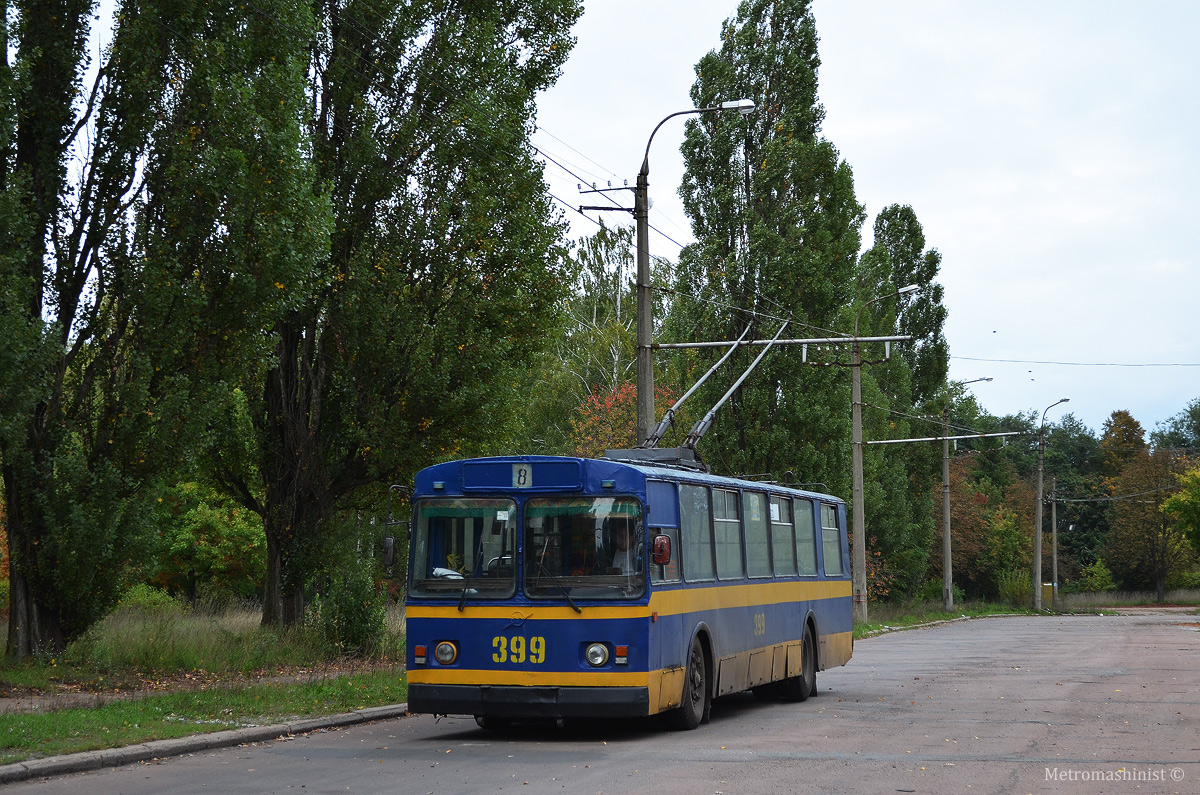
ЗиУ-682В-013 [В0В] № 399

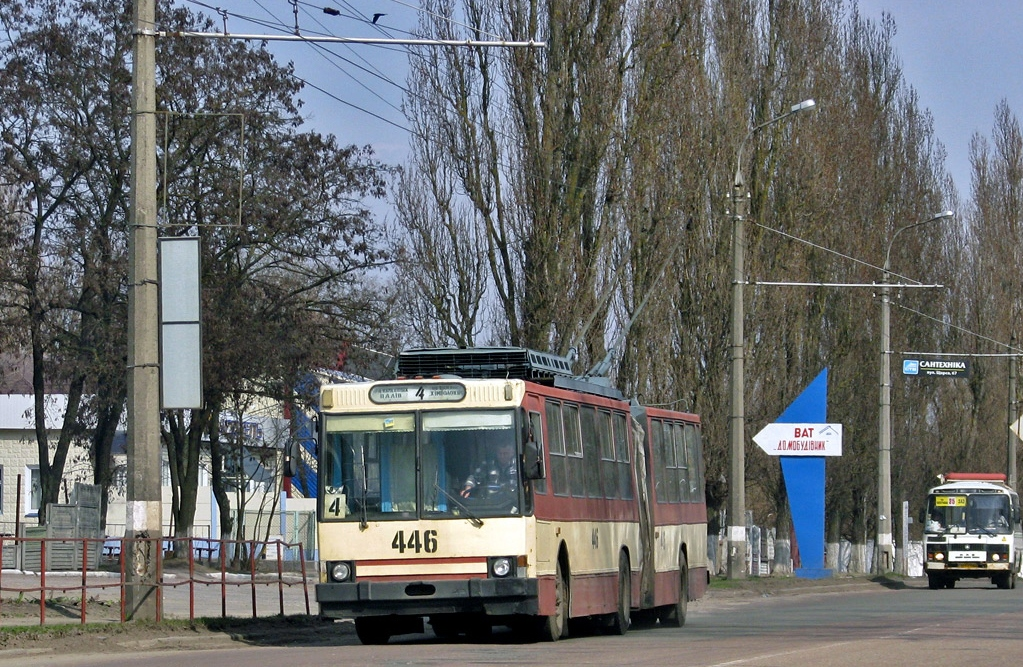
ЮМЗ Т1 № 446

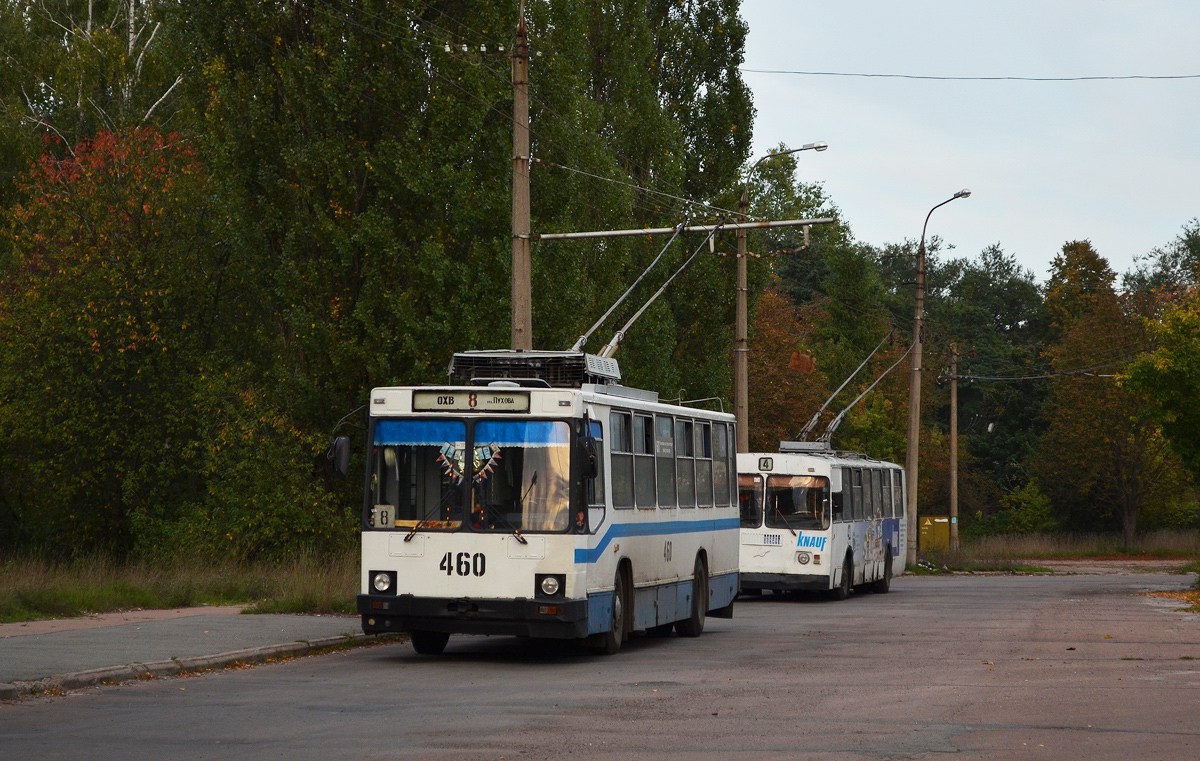
ЮМЗ Т2 № 460

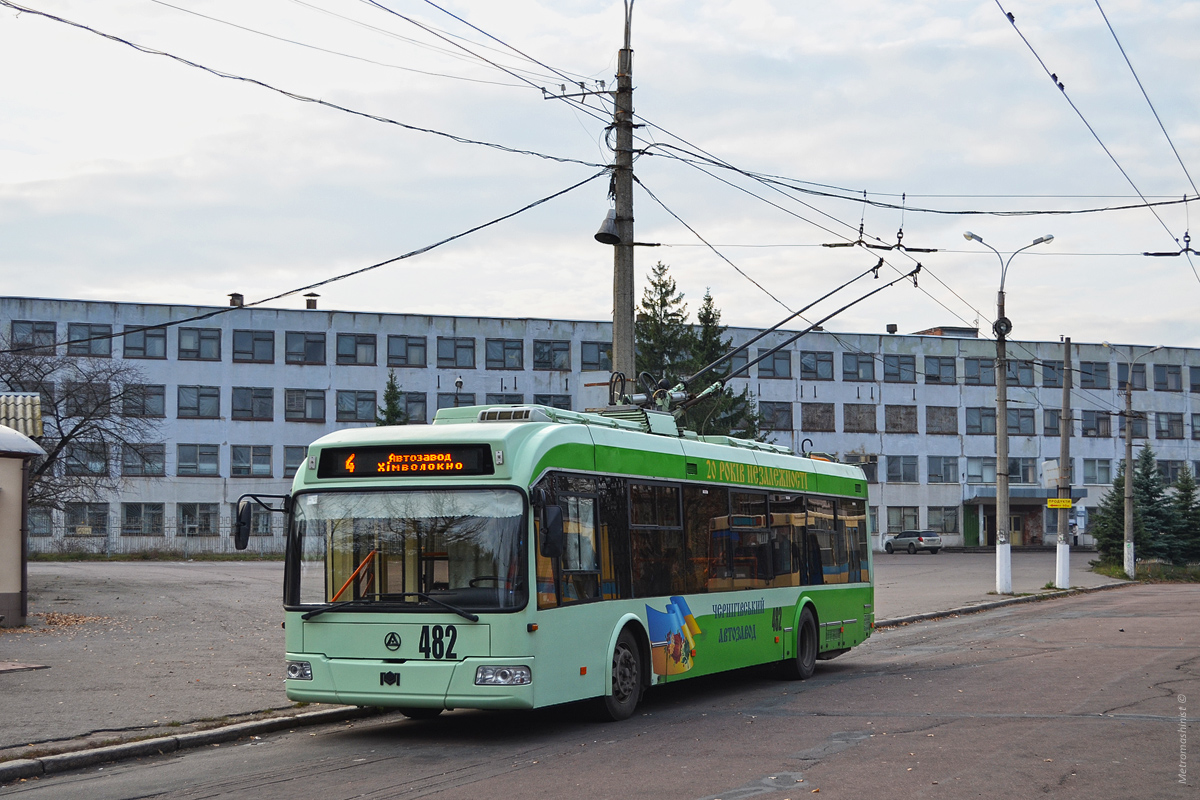
Эталон-БКМ 321 № 482

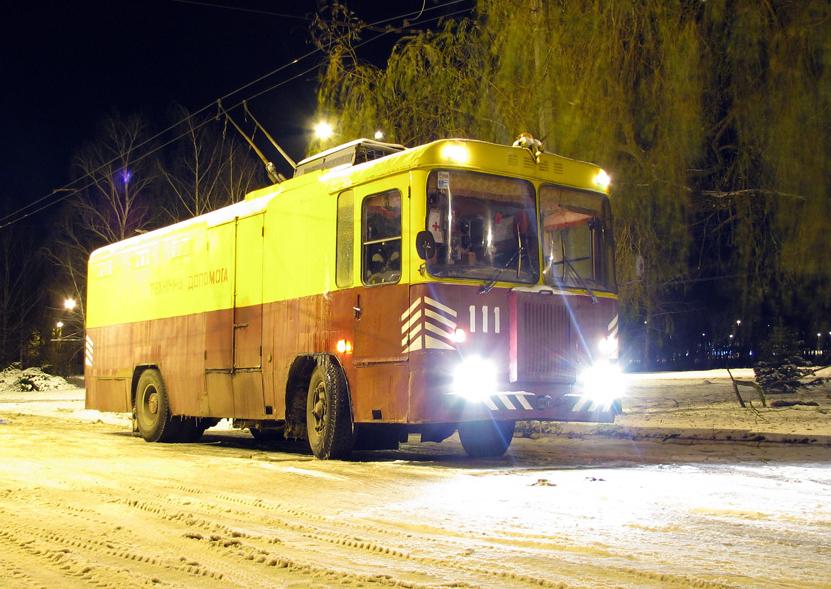
КТГ-1 № 111

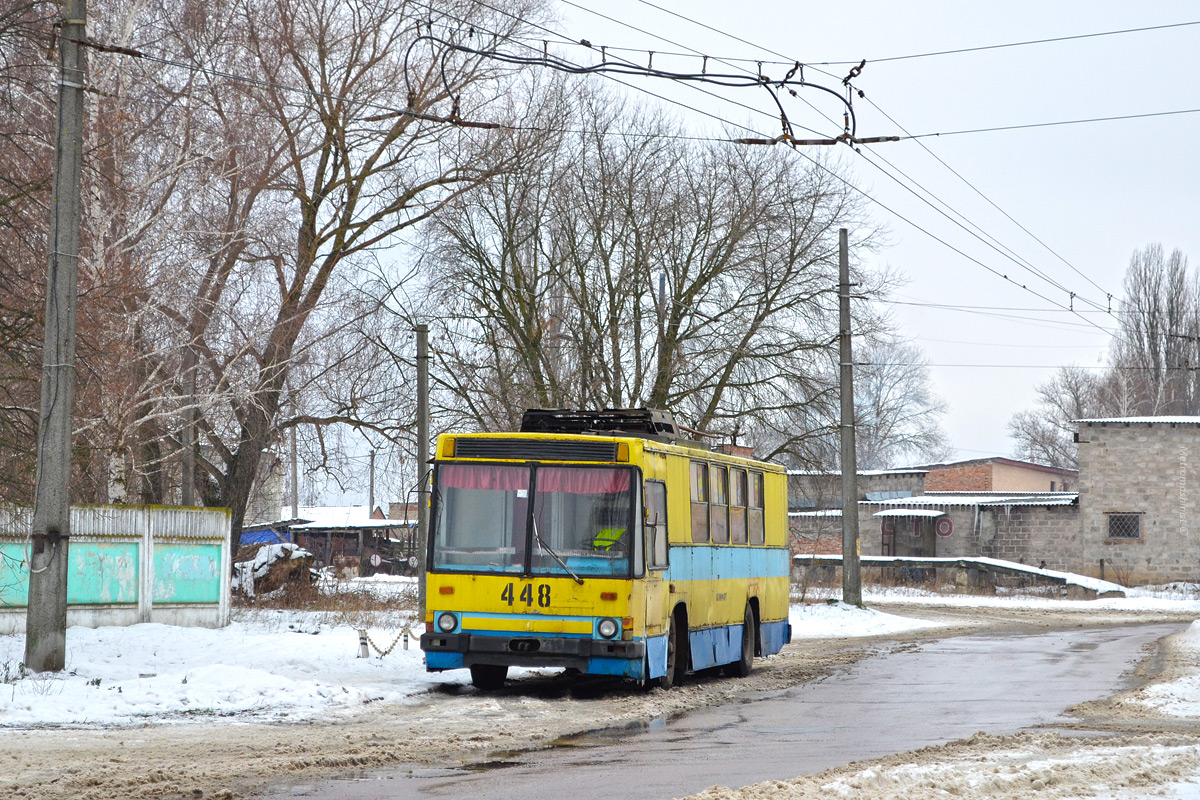
Киев-11у № 448 «Комфорт»

С 5 ноября 1964 года по городу начали курсировать маршрутные троллейбусы марок МТБЭС, Киев-5 (ЛАЗ-695т) и ЗиУ-5.
В 1968 пришли 15 троллейбусов Киев-4 производства КЗЭТ, которые, как и их предшественники Киев-5, не отвечали требованиям города, отличались малой пассажиро-вместимостью. Их эксплуатация завершилась в 1972 году.
С 1969 года в Чернигов начали поступать троллейбусы модели Киев-6 которые выгодно отличались от других моделей КЗЭТ и проработали до 1986 года.
В 1976 году поступили первые 10 машин модели ЗиУ-682 которым была уготовлена судьба стать самой массовой моделью черниговского троллейбуса вплоть до нынешнего времени. В те времена, каждый год в город приходило в среднем 5-10 троллейбусов данной модели, последние 13 троллейбусов ЗиУ-682 поступили в 1992 году.
В 1993 году в городе появились первые троллейбусы из Днепропетровска — сочленённый ЮМЗ-Т1 № 446 (закреплён к 4 маршруту) и два Киев-11у № 447 и № 448. Последние некоторое время находились в пассажирской эксплуатации, но по причине крайне «сырой» конструкции и низкого качества сборки вскоре были переделаны под служебные (передвижные пункты питания). Примечательный факт что Чернигов стал последним городом где троллейбус этой модели (Киев-11у № 448) работает до сих пор.
В 1994 году поступили троллейбусы ЮМЗ-Т2 (№ с 449 по 454) и ЮМЗ-Т1 — № 453 (закреплён к 10 маршруту). Ещё один ЮМЗ-Т1 № 455 поступил в 1997 году — он закреплён к 7 маршруту.
Следующее пополнение парка пришлось на 2006—2007 года, когда в город пришло 17 троллейбусов — 15 ЮМЗ-Т2 и 2 троллейбуса ЗиУ-682Г-016 (012) П, те же РКСУшные ЗиУ-9 но в современной компоновке.
В 2008 году город приобретает два несочленённых ЛАЗ E183D1 (№ 480‒481) — первые низкопольные троллейбусы в Чернигове. Оба работают с 18 марта 2008 и закреплены на маршруте № 1, прекрасно зарекомендовав себя в местных условиях эксплуатации.
В 2010 году возникает проект сборки на черниговском автозаводе белорусских троллейбусов модели БКМ-32100. Черниговский автозавод собирает (полностью состоящий с белорусских запчастей) первый и на данный момент последний троллейбус. Обещанный первый совместный с Белоруссией троллейбус к новому 2011 году так в городе не появляется. Лишь весной состоялась презентация совместного белорусско-украинского троллейбуса, который долгое время проходил сертификацию в Киеве.
24 августа, в рамках празднования 20-й годовщины Независимости Украины состоялся торжественный выход на линию троллейбуса черниговского производства, приобретённого при поддержке руководства областной администрации. На данный момент, троллейбус обслуживает 4 маршрут.
В декабре 2016 года было закуплено ещё 10 троллейбусов модели Т12110 «Барвинок». В 2017 году закуплено ещё 5 троллейбусов Эталон Т12110, в 2018 году 6 троллейбусов Эталон Т12110, в 2019 году 6 троллейбусов Эталон Т12110, а также в 2020 году 5 троллейбусов Эталон Т12110

### Исторический
- МТБЭС
- ЗиУ-5 и модификации
- Киев-4
- Киев-5 (ЛАЗ-695Т)
- Киев-6
- Киев-11
- ЛАЗ Е183

### Современный пассажирский
- Еталон Т12110 — 43 (+3 замовлено)
- ЮМЗ-Т2 — 23
- Еталон Т12220 — 4
- Эталон-БКМ 321 — 3
- ЗиУ-9: ЗиУ-682Г-016 (018) — 2
- Еталон Т12120 — 1

### Современный служебный
- ЗиУ-9: ЗиУ-682В [В00], ЗиУ-682В-012 [В0А] — 2
- КТГ-1 — 2

## Депо

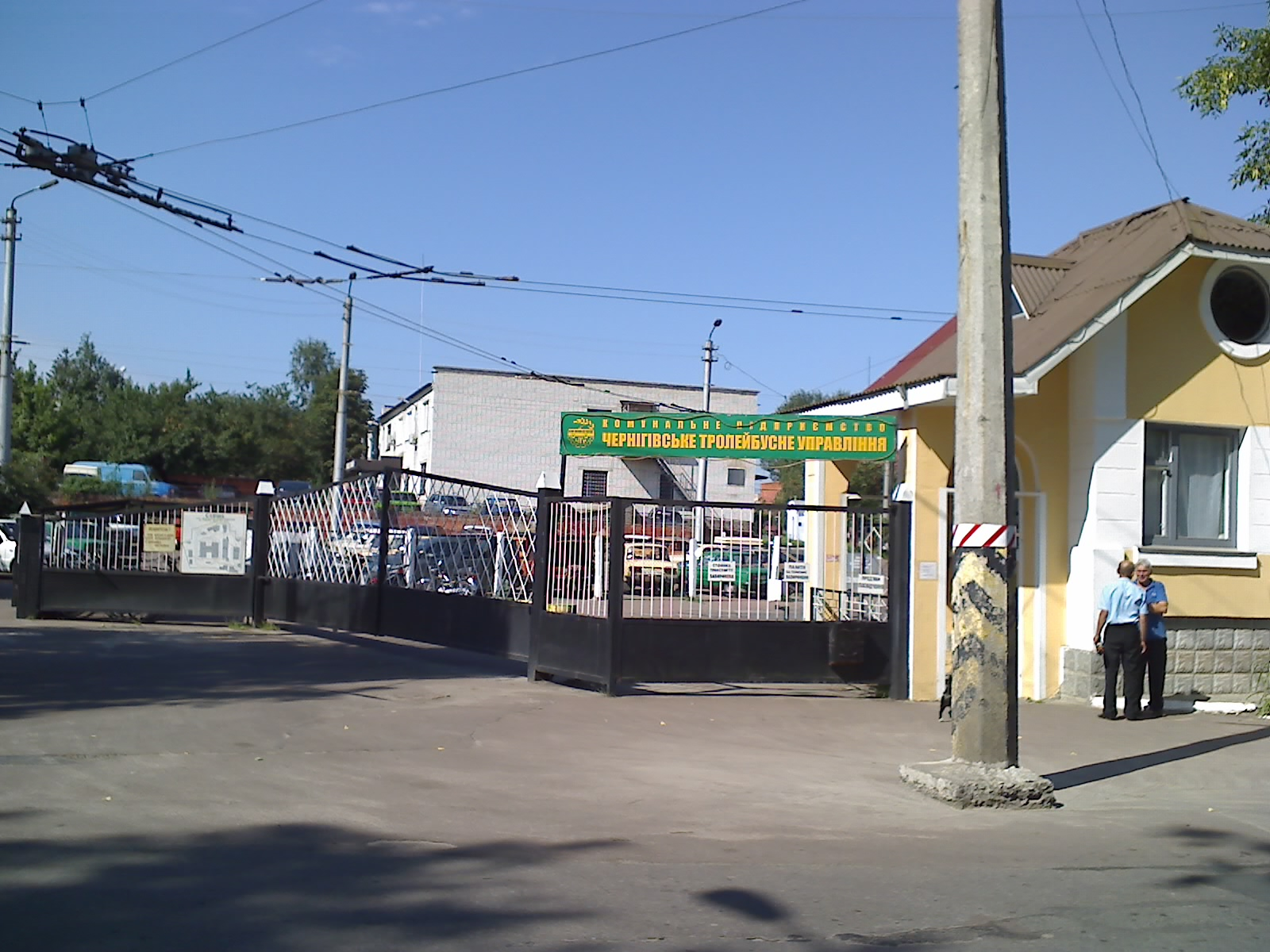
Троллейбусное депо

- Адрес: ул. Шевченко, 50 51°30′13″ с. ш. 31°19′16″ в. д.HGЯO
- Маршруты: Все (1,3,4,5,6,7,8,9,9а,10,11)